# Топильна
Топи́льна — село в Україні, в Шполянській міській громаді Звенигородського району Черкаської області. У селі мешкає 925 людей.

## Опис
Село Топильна — центр сільської Ради, розташоване в центральній лісостеповій частині України, в межах Центрально-Придніпровської височинної області Дністровсько-Дніпровської лісостепової географічної провінції на вододілі басейнів середніх течій Дніпра та Південного Бугу, простягшись поздовж берегів річки Топилянки, правої притоки р. Вільшанки (басейн Дніпра).
Географічні координати центру села становлять 49° 05' 42" північної широти і 31° 17' 24" східної довготи, що майже збігається з географічним центром держави.
За сучасним адміністративно-територіальним поділом село входить до складу Шполянського району Черкаської області, раніше, до 1954 року, було селом Вільшанського району Київської області, а ще раніше, до 1922 року — селом Козацької волості Звенигородського повіту Київської губернії.
Віддаль від села до районного центру та залізничної станції Шпола шосейним шляхом 15 км, до обласного центру — міста Черкаси — 90 км, до Києва — 200 км.
Площа села становить 35.61 км² (до 1917 року — 43.45 км²). Протяжність сільських земель від крайньої західної до крайньої східної точки становить 9 550 м, від крайньої південної до крайньої північної — 8 450 м.
Поверхня сільської території являє собою підвищену полого-хвилясту рівнину, розчленовану долинами річок Топилянки та Ховківки, а також цілою низкою ярів та балок, маючи при цьому два основних похили; перший з них вздовж долини Топилянки направлений з заходу на північний схід, другий, по долині Ховківки (басейн Південного Бугу) — з заходу на південний схід. Максимальні значення абсолютних висот сягають відмітки 215,0 м, мінімальні — опускаються до 155,0 м.
В структурі ґрунтового покриву переважають типові чорноземи — глибокі, малогумусні, що сформувалися на лесових товщах.
На території села знаходиться 14 ставків, з загальною площею водного дзеркала 51 га. Площа зелених насаджень становить 78,8 га.
Кліматичні умови на території села досить помірні, з теплим, часом спекотним, літом і не суворою, з частими відлигами, зимою. Пересічна річна температура повітря становить +7 +8° , при цьому найхолоднішого місяця січня приблизно мінус 5,5° , найтеплішого — липня, приблизно плюс 20,5°
Річна кількість опадів становить близько 500 мм, з більш-менш рівномірним опаданням впродовж всього року.
За даними перепису 2001 року в селі проживало 926 жителів, (у 1850 р. — 1.6 тис., 1861 р. — 1.8 тис., 1900 р. — 3.4 тис., 1914 р. — 4.3 тис., 1929 р. — 4.2 тис., 1939 р. — 3.5 тис., 1959 р. — 2.2 тис., 1970 р.- 1.9 тис., 1979 р. — 1.4 тис., 1989 р. — 1.1 тис.).
Національний склад населення села є практично однорідним і його основу складають українці, які за своєю культурою, мовою, побутом, традиціями та звичаями є типовими представниками української людності Середньої Наддніпрянщини.

## Історія
Згідно з історичними джерелами село було засновано на початку XVII століття вільними поселенцями-козаками, хоча поява людей на його теренах фіксується значно раніше, підтвердженням чого є наявність на території села шістьох великих скіфських поховань, що відносяться до ІІ — VII століття дохристової ери і знаходяться в південній частині сільських земель.
Впродовж всього часу існування села основним заняттям його жителів було землеробство. Розвинутим було також домашнє тваринництво, птахівництво, бджільництво та садівництво.
У свій час вагоме місце у житті топилян посідали дрібні ремесла — шевство, ткацтво, кравецтво, кушнірство, ковальство, столярство.
Особливо славилося село своїми вітряками, яких на початок XX століття в селі було 23. На той же час в селі містилася поміщицька економія, працювали цегельний та кінний заводи, діяли церква Івана Предтечі, церковно-парафіяльна школа та двокласне земське училище.
Впродовж багатьох років радянської влади в селі існувало великотоварне сільськогосподарське підприємство засноване у 1930 році під назвою «Соціалістична перебудова». У 1934 році господарство розділилося на дві артілі — «Комуніст» та «Комсомолець», що були окремими об'єктами господарювання до 1950 року і в якому вони об'єдналися в один колгосп імені Леніна, згодом у 1960 році перейменований у колгосп «Заповіт Леніна», а ще пізніше у КСП «Топильна».
В останні роки колективне господарство села мало досить потужну виробничу базу з двома великими тваринницькими комплексами та безліччю різної сільськогосподарської техніки. У 1956 та 1958 роках тодішній колгосп села імені Леніна за вагомі успіхи у вирощенні високих врожаїв сільськогосподарських культур був учасником Виставки досягнень народного господарства у Москві.
На даний час в селі діє колективне сільськогосподарське товариство «Агрошанс», що спеціалізується на вирощенні зернових та технічних культур. Товариство має невеликий тваринницький комплекс, страусину ферму. Діють також кілька невеликих фермермерських господарств.
Працюють сільська рада, поштове відділення, кілька крамниць, кафе, сільський будинок культури, бібліотека, середня загальноосвітня школа, амбулаторія, аптека. З 1996 року діє Михайлівський храм Української автокефальної православної церкви (УАПЦ).
Є стадіон, обеліск Слави, братська могила, пам'ятний знак на честь 116-ї Харківської стрілецької дивізії.
Найвідомішими історичними подіями, що пов'язані з селом, є топильнянське селянське заворушення 1873 року, селянський бунт проти місцевого поміщика у 1906 році, а також бій між сільськими повстанцями та німецькими військами, союзниками Української держави, на околиці села 5 червня 1918 року. Відомим історичним фактом є також бій за село між двома окупаційними арміями: бійцями Червоної Армії та гітлерівським військом 30 липня 1941 року.
Серед найбільших трагедій, що спіткали село впродовж останніх століть були голодомор 1933 року, який забрав життя близько 800 топилян та Німецько-радянська війна 1941—1945 років, кривавий вихор якої поглинув життя 250 сільчан.

## Населення

### Мова
Розподіл населення за рідною мовою за даними перепису 2001 року:
| Мова       | Кількість | Відсоток |
| ---------- | --------- | -------- |
| українська | 908       | 98.16%   |
| російська  | 16        | 1.73%    |
| румунська  | 1         | 0.11%    |
| Усього     | 925       | 100%     |

## Пам'ятки
До історичних пам'яток на території села належить шість недосліджених поховань скіфської доби, урочище Гайдамачий Яр, як місце базування гайдамацьких загонів та корпуси двокласного земського училища, збудованих у 1908 році.
Особливою пам'яткою садово-паркової культури на території села є 160-літній явір з діаметром стовбура понад два метри та його обхватом близько 7 метрів.

## Відомі особи
Уродженцями села є:
- Герой Радянського Союзу льотчик Ф. С. Юрченко (1913 — 1943 р.),
- український архітектор Петро Петрушенко (1915 — 1994 р.),
- поет та літературознавець, член Національної спілки письменників України, Микола Щербак (1916—2010 рр.),
- військовий льотчик, майор, повітряний ас часів Великої Вітчизняної війни А. Д. Кучерявий (1916 р.),
- заслужений працівник культури України, головний редактор Політвидаву (1974—1992 рр.) та директор видавництва «Етнос» Л. Н. Головко (1936 р.),
- заслужений юрист України, проректор Запорізького юридичного інституту МВС України, полковник міліції В. Ю. Прудивус (1938 р.),
- український географ, кандидат географічних наук В. М. Кравченко (1939 р.),
- український біотехнолог, кандидат сільськогосподарських наук Г. Л. Абросимова (1952 р.),
- заслужений лікар України, лауреат Національної медичної премії (2012 р.) А. А. Завгородній (1952 р.),
- український дипломат, консул України в Угорщині А. П. Гупало (1965 р.).